# اورن‌لی (گول‌باشی)
اورن‌لی (به ترکی استانبولی: Örenli) یک منطقهٔ مسکونی در ترکیه است که در گول‌باشی واقع شده‌است.